# Armand Koné
Armand Koné (Kouto, 29 luglio 1969) è un arcivescovo cattolico ivoriano, dal 7 marzo 2025 arcivescovo metropolita di Korhogo.

## Biografia
È nato il 29 luglio 1969 a Kouto. 

### Formazione e ministero sacerdotale
Dopo aver frequentato il seminario è stato ordinato presbitero l'11 ottobre 2008.

### Ministero episcopale
Il 7 marzo 2025 papa Francesco lo ha nominato arcivescovo metropolita di Korhogo, di cui era già vicario generale dal 2022, succedendo a Ignace Bessi Dogbo, nominato a sua volta arcivescovo metropolita di Abidjan. Ha ricevuto la consacrazione episcopale il 5 aprile successivo nella piazza antistante la cattedrale di Korhogo dal suo predecessore, co-consacranti il nunzio apostolico in Costa d'Avorio Mauricio Rueda Beltz e il vescovo di Odienné Alain Clément Amiézi.

## Genealogia episcopale
- Cardinale Scipione Rebiba
- Cardinale Giulio Antonio Santori
- Cardinale Girolamo Bernerio, O.P.
- Arcivescovo Galeazzo Sanvitale
- Cardinale Ludovico Ludovisi
- Cardinale Luigi Caetani
- Cardinale Ulderico Carpegna
- Cardinale Paluzzo Paluzzi Altieri degli Albertoni
- Papa Benedetto XIII
- Papa Benedetto XIV
- Papa Clemente XIII
- Cardinale Bernardino Giraud
- Cardinale Alessandro Mattei
- Cardinale Pietro Francesco Galleffi
- Cardinale Filippo de Angelis
- Cardinale Amilcare Malagola
- Cardinale Giovanni Tacci Porcelli
- Papa Giovanni XXIII
- Cardinale Bernard Yago
- Vescovo Laurent Akran Mandjo
- Cardinale Ignace Bessi Dogbo
- Arcivescovo Armand Koné